# Central Airport
Central Airport er en amerikansk film fra 1933, produceret og udgivet af Warner Bros.